# کلاوس باکلشنر
کلاوس باکلشنر (انگلیسی: Klaus Bachlechner؛ زادهٔ ۲۷ دسامبر ۱۹۵۲) بازیکن فوتبال اهل ایتالیا است.
از باشگاه‌هایی که در آن بازی کرده‌است می‌توان به باشگاه فوتبال هلاس ورونا، باشگاه فوتبال اینتر میلان، باشگاه فوتبال بولونیا، باشگاه فوتبال پیزا، و باشگاه فوتبال نووارا اشاره کرد.